# Stiel-Lauch
Der Stiel-Lauch (Allium stipitatum, Syn.: Allium hirtifolium Boiss.) ist eine Pflanzenart aus der Gattung Lauch (Allium) in der Unterfamilie der Lauchgewächse (Allioideae) innerhalb der Pflanzenfamilie der Amaryllisgewächse (Amaryllidaceae). Das natürliche Verbreitungsgebiet reicht von der Türkei über Zentralasien bis nach Pakistan. Der Stiel-Lauch ist als Zierpflanze weit verbreitet.

## Beschreibung

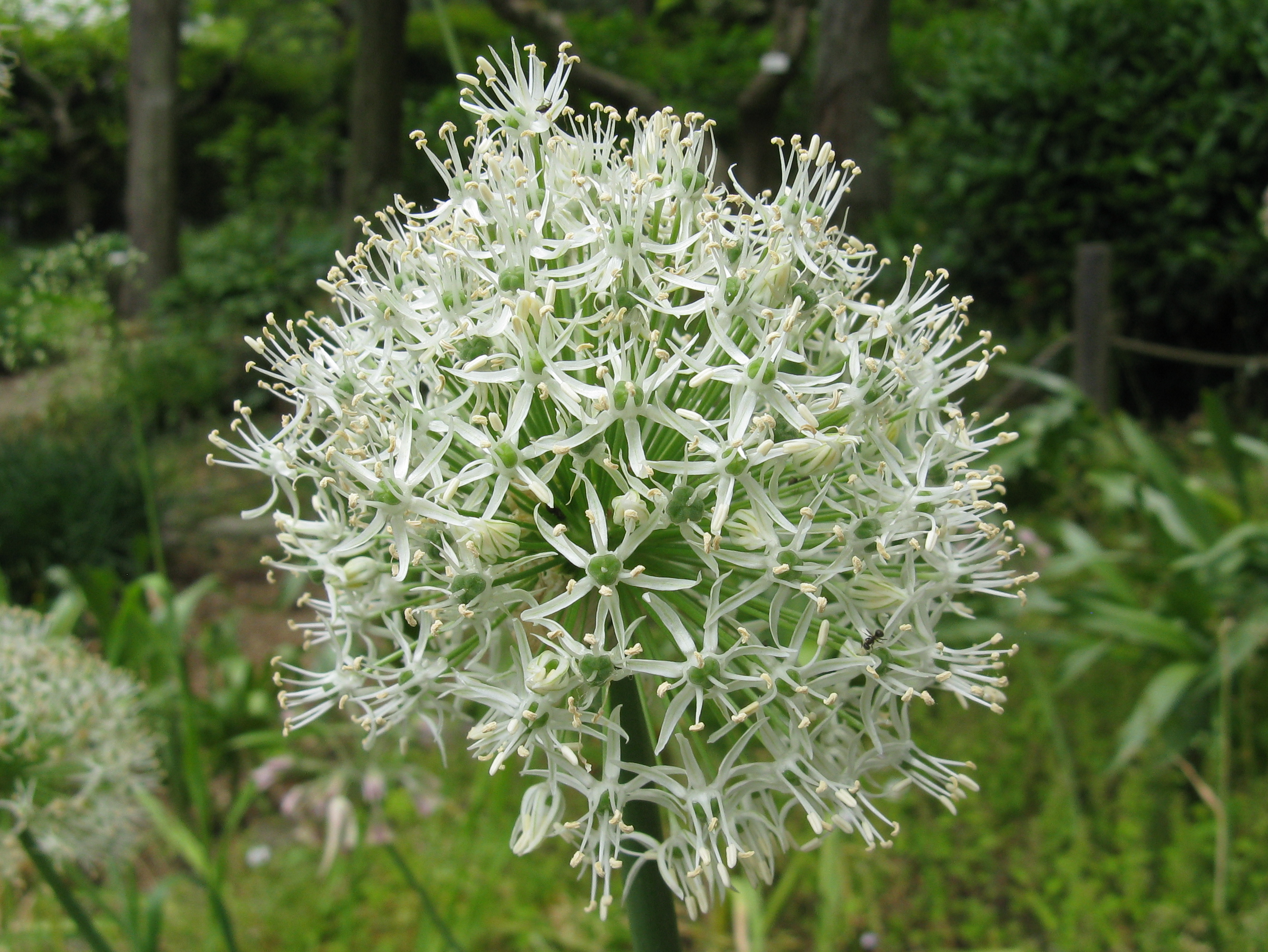
Blütenstand der Sorte ‘Mount Everest’

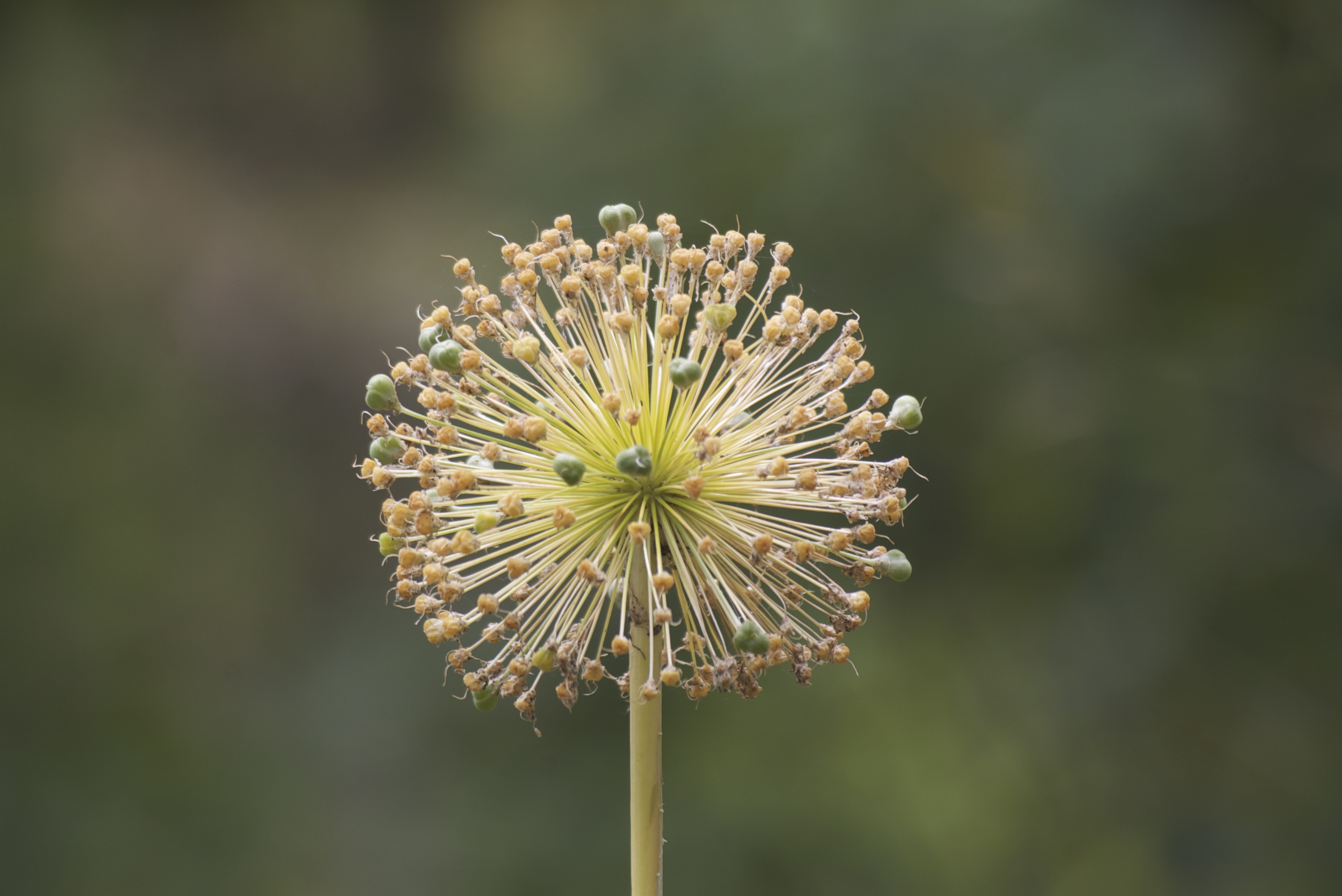
Fruchtstand

### Vegetative Merkmale
Der Stiel-Lauch ist eine ausdauernde krautige Pflanze, die Wuchshöhen von 60 bis 150 Zentimeter erreicht. Die fast kugelrunden, 3 bis 6 Zentimeter breiten Zwiebeln besitzen eine häutige, schwärzliche Hülle. Die 4 bis 6 grundständigen, flachen, graugrünen  Laubblätter mit bodennahen Blattscheiden sind riemenförmig, 4 bis 10 Zentimeter breit, und auf der Unterseite und am Rand mehr oder weniger behaart.

### Generative Merkmale
Die Blütezeit ist im Mai und Juni. Der aufrechte Blütenstandsschaft ist 60 bis 150 Zentimeter lang, glänzend und völlig glatt (nur im trockenen Zustand gerippt). Der halbkugelige bis fast kugelförmige, vielblütige, doldige Blütenstand hat ein breit eiförmiges, in zwei Klappen geteiltes Doldenhüllblatt, das kürzer als die Blütenstiele ist. Die 2,5 bis 5 Zentimeter langen Blütenstiele sind fast gleich lang.
Die sternförmigen Blüten haben längliche bis linealische, 10 bis 12 Millimeter lange, zugespitzte Blütenhüllblätter, die weiß oder rosa bis violett gefärbt sind, mit dunklerer Mittelader, und sich beim Abblühen zurückbiegen, einrollen oder zerknittern. Die drei Fruchtblätter sind zu einem oberständigen, abgeflachten, rundlichen, dreilappigen, dicht warzigen Fruchtknoten verwachsen, der an der Basis zu einem furchenlosen Stiel verschmälert ist.

### Chromosomensatz
Die Chromosomengrundzahl beträgt x = 8; es tritt Diploidie mit einer Chromosomenzahl von 2n = 16 auf.

## Vorkommen
Das natürliche Verbreitungsgebiet erstreckt sich von der südöstlichen Türkei über den Irak, den Iran und die zentralasiatischen Länder Turkmenistan, Usbekistan, Kasachstan, Kirgisistan, Tadschikistan und Afghanistan bis nach Pakistan. Der Stiel-Lauch besiedelt lockere, steinige Gebüschhänge, Wacholder-Trockenwälder und grasige Berghänge in mittleren montanen Höhenlagen um 2500 Meter.

## Systematik
Die Erstveröffentlichung von Allium stipitatum erfolgte 1881 durch Eduard August von Regel in Trudy Imperatorskago S.-Peterburgskago botanicheskago sada, Band 7, S. 546. Das Artepitheton stipitatum bedeutet „gestielt“ und bezieht sich hier auf den gestielten Fruchtknoten. Synonyme von Allium stipitatum Regel sind Allium atropurpureum var. hirtulum Regel und  Allium hirtifolium Boiss.
Allium stipitatum gehört zur Sektion Megaloprason Wendelbo, nach einer 2010 erfolgten neuen Einordnung zur Sektion Procerallium R.M.Fritsch innerhalb der Untergattung Melanocrommyum (Webb & Berth.) Rouy der Gattung Allium. Allium stipitatum ist eng verwandt mit Allium altissimum Regel. Eine klare Unterscheidung ist schwierig, da es viele morphologische Übergänge zwischen diesen beiden Arten gibt.

## Verwendung
Der Stiel-Lauch ist als Zierpflanze weit verbreitet und gilt als winterhart bis −34 °C (Zone 4), wobei zu hohe Bodenfeuchte vermieden werden muss. Im Handel sind einige Sorten und Hybriden erhältlich. Die Sorten ‘Alba’, ‘Mont Blanc’, ‘Mount Everest’ und ‘White Giant’ blühen weiß, ‘Mars’ blüht hellviolett. ‘Ambassador’ (blass blauviolett) ist eine Hybride mit Allium giganteum; ‘Gladiator’ (rosa-violett) ist mit Allium hollandicum und ‘Globus’ (rosa bis weißlich) mit Allium karataviense hybridisiert.
In Steppen- oder Kiesgärten lässt sich der Stiel-Lauch gut integrieren, z. B. zusammen mit der Riesen-Steppenkerze, mit der er auch in der Natur vorkommt. Mit Beginn der Blütezeit wird das Laub unansehnlich, so dass sich eine Kombination mit Ziergräsern oder Stauden mittlerer Höhe empfiehlt. Der Stiel-Lauch benötigt humusarme, gut durchlässige Kies- und Schotterböden und kommt im Gegensatz zu den hohen Allium-Hybriden auch auf nährstoffärmeren Böden sicher zur Blüte. Die Hybriden kommen mit schwereren und nährstoffreicheren Böden meist besser zurecht.
In einigen zentralasiatischen Ländern ist das saure Einlegen der jungen Zwiebeln als Gewürz die vorherrschende Verwendung und wird auch aus dem südwestlichen Iran berichtet. In anderen Regionen steht die medizinische Verwendung stärker im Vordergrund. So werden z. B. in der iranischen Provinz Hamadan auf den Märkten frische Zwiebeln zur äußeren Anwendung gegen Schmerzen an Wirbelsäule, Beinen und Füßen angeboten.